# 阿喬馬區
阿喬馬區（西班牙語：Distrito de Achoma），是秘魯的一個區，位於該國南部阿雷基帕大區的卡伊尤馬省，面積393.54平方公里，海拔高度3,450米，2005年人口1,342，人口密度每平方公里3.4人。